# ドッチ〜ニョ?
「ドッチ～ニョ?」は、モーモーミルクとアラキさん／ヒカリ with 夕焼けKIDSのシングル。2009年12月16日にピカチュウレコードから発売された。

## 内容
- ベーシストの荒木啓六の企画ユニットによる本作はテレビ東京系『ポケットモンスター ダイヤモンド&パール』のエンディングテーマ。子供向け主題歌の楽しみの一つとして、カップリングに収録されているテレビでのエンディングのオチは上下左右によって異なる。
- カップリングは同タイアップだった歌奈子「あしたはきっと」のヒカリバージョン。

## 収録曲
1. ドッチ～ニョ? [2:39]
歌：モーモーミルクとアラキさん
作詞：吉川兆二・浅草KIDS、作曲・編曲：荒木啓六
2. あしたはきっと（NEWアレンジバージョン） [3:32]
歌：ヒカリ（豊口めぐみ）with 夕焼けKIDS
作詞：須藤まゆみ、作曲：三留一純、編曲：コーニッシュ
3. ドッチ～ニョ?（TVサイズうた入り「最後はお好きにドッチ～ニョ?」バージョン） [1:22]
4. ドッチ～ニョ?（オリジナルカラオケ） [2:39]
5. あしたはきっと NEWアレンジバージョン（オリジナルカラオケ） [3:32]
6. サイコー・エブリデイ!（インストバージョン） [1:24]
作曲・編曲：三留一純

| テレビアニメ『ポケットモンスター ダイヤモンド&パール』エンディングテーマ 2009年10月1日 - 2010年6月24日 |                                              |                                 |
| 前作: 中川翔子 「もえよ ギザみみピチュー!」                                                            | モーモーミルクとアラキさん 「ドッチ〜ニョ?」 | 次作: MADOKA 「君の胸にLaLaLa」 |